# Bergsjärnvägar i Indien
Bergsjärnvägar i Indien refererar till fem järnvägslinjer byggda i Indiens bergsområden på 1800-talet och tidigt 1900-tal under Brittiska Indien, som än idag drivs av Indiens järnvägar. Tre av dessa fem järnvägar, Darjeeling Himalayan Railway (1881), Kalka-Shimla Railway (1898) och Kangra Valley Railway (1924), ligger i den kuperade regionen i Himalaya i Norra Indien och de övriga två ligger mer söderut i Västra Ghats; the Nilgiri Mountain Railway i Södra Indien, och Matheran Light Railway i Maharashtra. Darjeeling Himalayan Railway, Nilgiri Mountain Railway och Kalka-Shimla Railway har fått status som världsarv under namnet "Bergsjärnvägar i Indien". Dessa fem järnvägar i Indien utgör några av omkring 20 liknande smalspåriga linjer i världen
Alla fem järnvägslinjer är ännu i drift och kopplar samman viktiga bergssamhällen, från foten av kullarna, upp längs vindlande spår och den kuperade, sceniska bergsterrängen. Utifrån terrängen de byggdes i, ansågs de under den brittiska koloniala perioden vara "enastående exempel på utbyten av värden inom teknikutvecklingen" och tekniska underverk.

## Historia
Bergsjärnvägarna i kullarna växte fram som ett resultat under det Brittiska Indiens strävan att få kontroll över Himalaya och andra bergskedjeområden i Indien.
1844 hade Sir John Lawrence, sedermera vicekung av Indien, lagt fram idén att fasvis kolonisera bergsområdena, särskilt genom militära garnisoner. Britterna, bemämde förslaget helt enkelt 'Hill Railway' (kulljärnvägen), och övervägde att etablera geografiskt och kulturellt rika stationer över hela landet. Bergsstationerna som valdes för detta var Shimla, dåvarande huvudstad i Brittiska Indien, Darjeeling, känd för sina tegårdar och sceniska vyer över Himalya i Västbengalen, Kangra Valley i Himachal Pradesh, Ootacamund i Nilgiribergern i Tamilnadu samt Matherans bergsstation i Västra Ghats nära Mumbai valdes. 
Det första försöket att länka samman bergsterrängen med sin bedårande skönhet med en passagerarjärnväg inleddes 1878 med byggandet av Darjeeling Himalayan Railway, då Franklin Prestage vid dåvarande Eastern Bengal Railway initierade planerna för byggandet av en bergbana som följde Hill Cart Road från Siliguri till Darjeeling. Byggandet, inleddes, och 1881 var linjebygget inlett hela vägen till Darjeeling.
Nästa projekt som startades var Nilgiri Mountain Railway i Södra Indien, ett förslag som initialt hade lagts 1854. Arbetet startade 1894, men järnvägen stod inte klar förrän 1908, då bergsterrängen var mycket svår, med dess höjdskillnad mellan 326 meter och 2 203 meter på en sträcka av endast 46 km. Byggandet av den 96 km långa Kalka Shimla Railway inleddes 1898 för att nå de avlägsna bergsregionerna i resten av landet och invigdes av den brittiske vicekungen Lord Curzon i november 1903. Matheran–Narelatåget beställdes 1907; Matheran är en bergsstation 108 km från Mumbai. Kangralinjen byggdes 1929 i den pittoreska Kangradalen.
1999 blev Darjeeling Himalayan Railway ett världsarv, detta följde med Nilgiri Mountain Railway 2005 och 2008 med Kalka-Shimla Railway. Förutom de tre som idag utgör ett världsarv med namnet Bergsjärnvägar i Indien, har Matheran Light Railway och Kanga Valley Railway satts upp på Indiens lista över förslag till världsarv.